# خوش‌خوان نوک‌کلفت
خوش‌خوان نوک‌کلفت (نام علمی: Euphonia laniirostris) نام یک گونه از سرده سهره‌های خوش‌خوان است.